# Tina Browne
Tina Pupuke-Browne (Rakahanga, Islas Cook, 4 de abril de 1955) es una política de las Islas Cook y miembro del Parlamento de las Islas Cook. Es la líder del Partido Democrático.

## Carrera
Brown nació en 1955 y es de la isla de Rakahanga, hija del ex primer ministro de las Islas Cook, Pupuke Robati. Estudió en el Tereora College y luego asistió a la Universidad de Canterbury en Christchurch, Nueva Zelanda, donde se graduó con una Licenciatura en Derecho en 1979, siendo la primera mujer de Rarotonga en lograrlo. Posteriormente trabajó para el bufete de abogados neozelandés Russell McVeagh. Regresó a las Islas Cook en 1981 para trabajar en la Oficina de Derecho de la Corona antes de dedicarse a la práctica privada. Se desempeñó como presidenta de la Asociación de Netball de las Islas Cook.
Browne ingresó por primera vez a la política en 1996, cuando se postuló en la elección parcial de Nikao-Panama como candidata del Partido de las Islas Cook. Fue derrotada por Ngamau Munokoa.
Fue elegida líder del Partido Democrático en abril de 2017, reemplazando a William (Smiley) Heather. En las elecciones de 2018 se postuló para el escaño de Rakahanga, perdiendo ante Toka Hagai del Partido de las Islas Cook. Hagai posteriormente renunció al escaño tras acusaciones de trato indebido, y Browne lo ganó luego de una petición electoral.
En diciembre de 2019 participó en una protesta de mujeres diputadas para permitir el uso de ei katu (coronas florales) en el Parlamento.
En abril de 2020 lideró a varios diputados en una reducción de sueldo durante la pandemia de COVID-19. Durante 2020 apoyó los esfuerzos del gobierno para prevenir la propagación del COVID en las Islas Cook, y más tarde se opuso al levantamiento de la cuarentena por parte del gobierno.
En marzo de 2021 apoyó al gobierno en su oposición a una moratoria de 10 años sobre la minería en el lecho marino.
Fue reelegida en las elecciones generales de las Islas Cook de 2022.